# 木白蟻科
木白蟻科（學名：Kalotermitidae）是白蟻的一個類群，俗名「乾木白蟻」。木白蟻科有21屬419種，分布於乾燥氣候的環熱帶地區。

## 生態
木白蟻科形態、築巢行為和社會行為都較為原始。和其他白蟻不同，木白蟻科不需要接觸土壤也能存活，他們取食木頭並居住在其中，巢體結構簡易。
乾木白蟻有特化的儲水機制。食物經過後腸時，後腸末端特化的腺體會從糞便中吸收水份，因此木白蟻能在乾燥的環境中存活，僅倚靠食物提供水份。木白蟻科的大顎含有鋅，可以更容易地取食堅硬的乾木。
木白蟻科取食乾木的習性使他們有能力成為經濟和都市害蟲，他們能取食家具、電線桿、倉儲木材和建築物。漂流木和國際木材貿易有利於乾木白蟻擴散。Cryptotermes brevis 在美國是嚴重的害蟲，分布於夏威夷、佛羅里達州及東南海岸。

## 繁殖
木白蟻科和其他白蟻一樣都是真社會性昆蟲，但是木白蟻科的階級發育比較彈性，而且它們沒有真工蟻 (true workers)，只有假工蟻 (pseudogates)，假工蟻可以繼續發育成兵蟻或繁殖型。假工蟻得以存在於木白蟻科中是因為白蟻為不完全變態昆蟲 (hemimetabolous)，它們沒有蛹這個階段來明確地畫分未成熟的「幼蟲」與成熟的「成蟲」，它們只是暫時擔任「工蟻」階級。從外型上看，假工蟻沒有翅芽 (wing buds)，而未成熟的「若蟲（未發育成熟的有翅型）」則具有翅芽。
有翅繁殖型會在氣溫 27 至 38°C 的暖和晴天分飛，它們會離開木頭並朝四面八方飛去。它們會被光吸引，會聚集在燈光附近，Cryptotermes brevis 會特別偏好波長 460 和 550 nm 的光。落地以後，它們四處摩擦把翅膀弄斷，繁殖型會成雙成對地築巢。

## 系統分類學
木白蟻科為低等白蟻 (lower termites)，低等白蟻為非正式的分類方式，腸道中除了細菌外還有共生原生動物的白蟻稱作低等白蟻，而沒有原生動物的白蟻稱作高等白蟻。除了白蟻科外，其他白蟻都是低等白蟻。近期支序學研究支持木白蟻科為單系群。
木白蟻科中屬上無更高級的分類階層，屬與屬之間的關係研究甚少，尚未明瞭。有限的分子生物學證據支持木白蟻屬 (Kalotermes ) 為木白蟻科的基群，因此木白蟻科有兩條主要分支，在木白蟻屬的分支上，木白蟻屬和角木白蟻屬 (Ceratokalotermes ) 為姊妹群，然而，這與先前依照形態做的支序樹相悖。

## 下级分类
本科包括以下属：
- Allotermes
- Bicornitermes
- Bifiditermes
- Calcaritermes
- Ceratokalotermes
- Comatermes
- 堆砂白蚁属 Cryptotermes
- Epicalotermes
- Eucryptotermes
- 树白蚁属 Glyptotermes
- 楹白蚁属 Incisitermes
- Kalotermes
- Marginitermes
- Neotermes
- Paraneotermes
- Postelectrotermes
- Procryptotermes
- Proneotermes
- Pterotermes
- Roisinitermes Scheffrahn, 2018
  - Roisinitermes ebogoensis Scheffrahn, 2018[12]
- Rugitermes
- Tauritermes
- Valkyritermes Jouault, Engel & Nel, 2022
  - Valkyritermes inopinatus Jouault, Engel & Nel, 2022

## 民俗
木白蟻有傢俬白蟻的稱呼，因為當其量大足以被發現時，家具早已損壞。

## 外部連結
- Description of an early Cretaceous termite (Isoptera: Kalotermitidae) and its associated intestinal protozoa, with comments on their co-evolution （页面存档备份，存于）.
- Drywood Termite (Kalotermitidae) Fact Sheet （页面存档备份，存于） from the National Pest Management Association with information on habits, habitat and prevention
- Kalotermitidae on BugGuide.net （页面存档备份，存于）
- Kalotermitidae on the Tree of Life web project（页面存档备份，存于）